# Júlio César Santos Correa
Júlio César Santos Correa, conosciuto semplicemente come Júlio César (São Luís, 17 novembre 1978), è un ex calciatore brasiliano, di ruolo difensore.

## Carriera
Júlio César ha iniziato la sua carriera in Honduras, con la maglia del Marathón. Si è poi trasferito in Spagna, al Real Valladolid e, tre anni dopo, al Real Madrid. Con le Merengues, si è aggiudicato la Champions League 1999-2000, ma è stato venduto al Milan al termine del campionato. In Italia, non si è ambientato ed è emigrato in diversi stati europei, militando nella Real Sociedad, nel Benfica e nell'Austria Vienna.
Dopo aver tentato il ritorno al Real Valladolid, con scarso successo, è passato al Bolton Wanderers, in Premier League. È stato impiegato in maniera irregolare e, nella partita contro il Manchester United, si è rotto un piede e non è riuscito così a guadagnarsi un posto da titolare.
Nel 2005, è stato ingaggiato dai messicani del Tigres, con cui ha partecipato anche alla Copa Libertadores, oltre che alla Primera División de Mexico.
A luglio 2006, è stato ingaggiato dall'Olympiakos e, due anni dopo, dalla Dinamo Bucarest.
Il suo nome è stato coinvolto nelle accuse di corruzione del calcio inglese del 2006.
A gennaio 2009 viene acquistato dai turchi del Gaziantepspor, dove resta sino al giugno 2010, quando poi si trasferisce in Portogallo, al Marítimo, dove però rescinde il contratto e da febbraio è in prova coi Kansas City Wizards, nella MLS.

## Palmarès

### Giocatore

#### Club

##### Competizioni nazionali
- Campionato austriaco: 1

Austria Vienna: 2002-2003
- Coppa d'Austria: 1

Austria Vienna: 2002-2003
- Campionato greco: 2

Olympiakos: 2006-2007, 2007-2008
- Supercoppa di Grecia: 1

Olympiakos: 2007

##### Competizioni internazionali
- UEFA Champions League: 1

Real Madrid: 1999-2000